# Hannibal : Le Cauchemar de Rome

Hannibal : Le Cauchemar de Rome (Hannibal - Rome's Worst Nightmare) est un téléfilm britannique réalisé par Edward Bazalgette diffusé en 2006 sur la BBC.

## Synopsis
Comme son nom l'indique, le film décrit Hannibal Barca, le carthaginois célèbre.
Fortement inspiré de Tite-Live (livres XXI à XXV), ce film nous place en 218 av J.-C., lorsque Sagonte, cité espagnole sous protectorat romain, est assiégée par les troupes carthaginoises d'Hannibal Barca. Ceci a pour effet d'enclencher le jeu des alliances, Sagonte étant selon Rome hors de la zone d'influence carthaginoise car alliée avec elle, alors que les Carthaginois font valoir leurs droits sur cette cité située dans la zone issue du partage du traité de l'Iber. Hannibal ignore les avertissements romains et investit finalement la ville, qu'il brûlera ensuite entièrement, avec des civils à l'intérieur (Tite-Live, livre XXI). Rome et Carthage entrent alors en guerre. Hannibal Barca, Magon et Hasdrubal, ainsi que Mâarbal, décident depuis l'Espagne de la marche à suivre. Quand soudain, Hannibal expose à l'assemblée son idée audacieuse...

## Fiche technique
- Titre : Hannibal : Le Cauchemar de Rome
- Titre original : Hannibal - Rome's Worst Nightmare
- Réalisation : Edward Bazalgette
- Casting : Alexander Siddig, Emilio Doorgasingh et Mido Hamada
- Scénario : Matthew Faulk et Mark Skeet
- Production : British Broadcasting Corporation
- Pays d'origine :  Royaume-Uni
- Genre : drame, documentaire, film d'action, film biographique, péplum
- Durée : 89 minutes
- Date de sortie : 
  - 13 avril 2006 en  Australie
  - 14 mai 2006 au  Royaume-Uni

## Distribution
- Alexander Siddig (VF : Bernard Gabay): Hannibal Barca
- Emilio Doorgasingh (VF : Marc Alfos) : Maharbal
- Mido Hamada : Magon Barca
- Hristo Mitzkov : Gisko
- Shaun Dingwall : Scipion l'Africain
- Tristan Gemmill : Caius Terentius Varro
- Ben Cross : Quintus Fabius Maximus Verrucosus
- Valentin Ganev : Paulius
- Bashar Rahal : Hasdrubal Barca
- Bob Dixon : Publius Scipion
- Hristo Mutafchiev : Vandicar
- Teodora Ivanova : Imilce
- Vincent Riotta : Hannon
- Ivan Petrushinov : Boii Chief
- Kenneth Cranham (VF : Samuel Le Bihan) : narrateur/voix off